# Bogolubowka (rejon dalnierieczeński)
Bogolubowka (ros. Боголюбовка) – wieś (sieło) w Rosji, w Kraju Nadmorskim, w rejonie dalnierieczeńskim. W 2010 liczyła 295 mieszkańców.